# Newdea
newdea（ニューディア）は、プロジェクト管理や成果管理などを効率化するためのクラウドコンピューティングを販売する米国コロラド州に本社がある企業である。現社長のTroy　Stremlerが創業した。newdea（英語版、仏語版、西語版）は、現在約130ヶ国のプロジェクトの管理に活用されている。2015年4月24日に日本語版の提供がはじまった。日本の総代理店は株式会社ファンドレックス。

## 概要
Troy Stremlerは185ヶ国にボランティア派遣などを行う国際協力NPOであるMission Builders Internationalを2000年まで務めた過程において、NPOにとって、事業の成果やプロセスを適切に管理し、支援者やステークフォルダーと共有する難しさを感じ、その経験からnewdeaを創業し、社会的なインパクトを生み出そうとする事業を支援するクラウドサービスを展開することとなった。近年の日本社会における社会的インパクト評価への関心の高まりを受けて、日本語版のリリースが決まった経緯がある。
社名の由来はNew（新しい）＋Idea（アイデア）をつなげた造語である。社会インパクトのプラットフォームを形成し、新しいイノベーションを生み出すことを目指している。

## 製品
newdeaのサービスは、すべてインターネット経由で提供されるクラウドコンピューティングモデルである。特徴的な機能としては次のようなものがある
- ロジックモデルに基づくプロジェクト管理
- KPI(重要業績評価指標)の達成状況のグラフ化
- プロジェクト別の予算管理
- リアルタイムの現場情報の共有
- 評価に基づく改善提案をタスクとしてフォロー
- Excel、Wordなどへの書き出し、読み込み機能
- 柔軟なカスタマイズ性

共通フレームを活用し、カスタマイズするクラウドサービスである
また、製品は1年に数回無償でバージョンアップ（機能追加）されるため、顧客は追加コストなしに新機能を利用できるようになる。サポートは日本語で株式会社ファンドレックスが行っている。